# Spoorlijn 268
Spoorlijn 268 was een Belgische industrielijn in Charleroi. De lijn verbond het vormingsstation Monceau met Monceau-Usines. Vanaf daar liep er nog een tweetal industrielijnen die de verbinding vormden met spoorlijn 130A ter hoogte van het vormingsstation van Marchienne-Zône. De enkelsporige lijn was 1,6 km lang en heeft in het verleden ook het nummer 191 gehad. 

## Aansluitingen
In de volgende plaatsen was er een aansluiting op de volgende spoorlijnen:
Monceau
Spoorlijn 112 tussen Marchienne-au-Pont en La Louvière-Centrum
Spoorlijn 124A tussen Luttre en Charleroi-Centraal
Spoorlijn 260 tussen Monceau en Charleroi-West
Spoorlijn 260A tussen Monceau en Amercoeur
Spoorlijn 266 tussen Monceau en Fosse 6
Monceau-Usines
Spoorlijn 268B tussen Monceau-Usines en Fosse 14